# Roland Huntford
Roland Huntford (né en 1927) est un écrivain dont l'œuvre se compose principalement de biographies d'explorateurs polaires.

## Biographie
Il a écrit des biographies de Robert Falcon Scott, Ernest Shackleton et Fridtjof Nansen. Son livre The Last Place on Earth (originellement Scott and Amundsen) a ranimé l'intérêt pour l'exploration polaire, en partie parce qu'il critique Scott et l'échec de son expédition et essaie d'attirer l'attention sur Roald Amundsen et la réussite de son expédition. Dans ce livre il essaye d'apporter un œil neuf sur ce qu'il considère comme la « mythologie » de Scott. Les inspirations du livre vont de Plutarque (Vies) à Alan Bullock (Hitler and Stalin). 
Les deux biographies suivantes, sur Shackleton (Shackleton) et Nansen (Nansen) sont également bien accueillies. Nansen est présentée comme la première biographie en anglais sur cet explorateur norvégien, et utilise des sources originelles inédites.
Plus récemment, Ranulph Fiennes, un aventurier britannique, essaie de tempérer les mauvaises opinions sur Scott en critiquant le livre de Huntford. Il déclare qu'Huntford ne peut pas tirer les bonnes conclusions sur les actions et décisions de Scott parce qu'il n'a pas lui-même exploré les régions polaires et n'a donc pas les connaissances requises pour comprendre les problèmes rencontrés par Scott et son expédition. Il finit son livre en encourageant le lecteur à former sa propre conclusion sur Scott avec les informations fournies par Huntford et Fiennes.
Parmi les autres livres de Huntford on trouve The New Totalitarians (une étude sur le socialisme suédois), et The Sayings of Henrik Ibsen.
Il habite Cambridge (Angleterre) et a été le correspondant en Scandinavie pour The Observer ainsi que le correspondant pour les sports d'hiver. Il fut Alistair Home Fellow au St Antony's College de l'Université d'Oxford.

## Source
- (en) Cet article est partiellement ou en totalité issu de l’article de Wikipédia en anglais intitulé « Roland Huntford » (voir la liste des auteurs).